# Brian Johnson
Brian Francis Johnson, född 5 oktober 1947 i Dunston i Gateshead, är en brittisk rocksångare som är sångare i det australiska rockbandet AC/DC sedan 1980 (förutom en kort period 2016–2018). 
Johnson var tidigare sångare i glamrockbandet Geordie från 1972 men blev sångare i AC/DC efter Bon Scotts död 1980. Back in Black var det första album som släpptes med Johnson som sångare och blev det stora kommersiella genombrottet för gruppen. Johnson är bland annat känd för att ha på sig så kallad gubbkeps när han uppträder på scen.
I april 2016 meddelades det att Johnson hade avbrutit AC/DC:s turné på grund av allvarliga problem med hörseln. Fyra och ett halvt år senare, i september 2020, framkom att Johnson återvänt till gruppen 2018 för att spela in albumet Power Up.

## Diskografi
Med Geordie
- 1973 – Hope You Like It
- 1974 – Don't Be Fooled by the Name
- 1976 – Save the World
- 1978 – No Good Woman

Med AC/DC
- 1980 – Back in Black
- 1981 – For Those About to Rock
- 1983 – Flick of the Switch
- 1985 – Fly on the Wall
- 1986 – Who Made Who
- 1988 – Blow Up Your Video
- 1990 – The Razors Edge
- 1992 – AC/DC Live
- 1995 – Ballbreaker
- 2000 – Stiff Upper Lip
- 2008 – Black Ice
- 2014 – Rock or Bust
- 2020 – Power Up